# Sánský kanál
Sánský kanál (deutsch Saaner Kanal) ist ein 15 Kilometer langer Kanal in Tschechien, der die Cidlina mit der Mrlina verbindet. Das Bauwerk aus dem 15. Jahrhundert diente sowohl der Wasserzufuhr von Fischteichen wie auch der Nutzung der Wasserkraft. Es gilt heute als Technisches Denkmal.

## Geographie

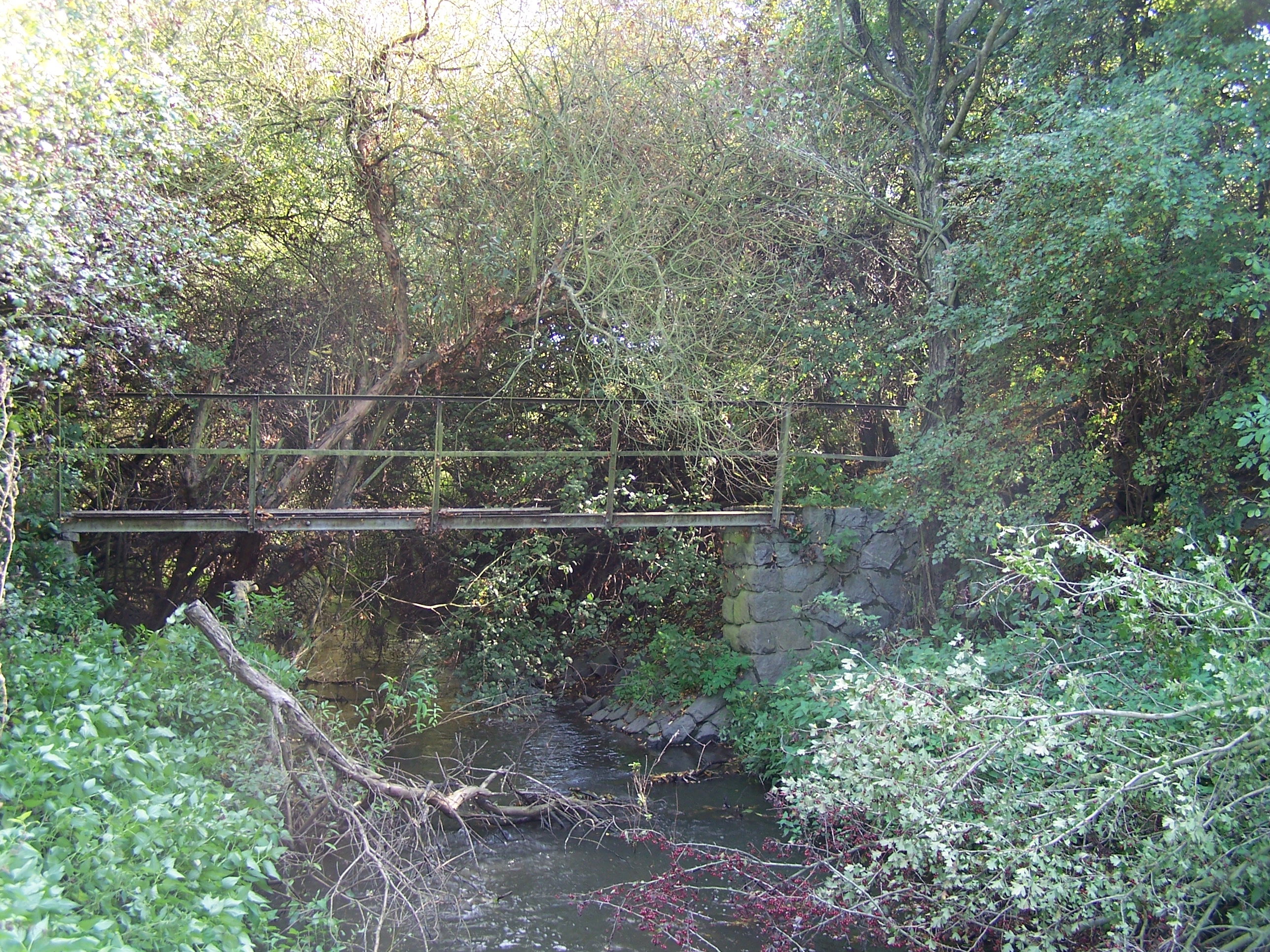
Brücke über den Saaner Kanal kurz vor der Mündung in die Mrlina

Der Kanal wird rechtsseitig unterhalb Libněves aus der Cidlina abgeleitet (50° 8′ N, 15° 15′ O) und führt in Richtung Nordwesten durch Opolánky, nördlich an Opolany und Odřepsy vorbei, durch Pátek und nördlich an Křečkov vorbei, bis er linksseitig unterhalb von Budiměřice in die Mrlina (50° 12′ N, 15° 5′ O) mündet. Der Kanal verläuft ungefähr drei Kilometer nördlich der Elbe parallel zum Fluss.

## Geschichte
Der ursprünglich als Lánský kanál bezeichnete Wasserlauf wurde um 1450 unter Georg von Podiebrad erbaut und diente als Hauptzufluss für den der Herrschaft Poděbrady gehörigen, bis zu 996 ha großen Fischteich Bláto, auch Blato oder Plato genannt, der von Bohuslav Balbín als der größte in Böhmen beschrieben wurde. Neben der Bewässerung des Bláto wurde der Kanal auch zum Antrieb von drei Mühlen, der Sackmühle (Mlýnek) (50° 9′ N, 15° 12′ O), der Neumühle (Nové Mlýny) (50° 9′ N, 15° 11′ O) bei Odřepsy und der Lazarus-Mühle (Lazarův Mlýn) in Pátek (50° 10′ N, 15° 10′ O), genutzt.
Im 16. Jahrhundert wurde östlich von Odřepsy bei der Sackmühle ein Seitenkanal abgestochen. Zusammen mit diesen als Nový kanál (Neuer Kanal) bezeichneten Lauf speiste der Sánský kanál zwölf Fischteiche. Zum Ende des 18. und Anfang des 19. Jahrhunderts erfolgte die Trockenlegung aller Teiche, wobei der Boden wegen seines Sumpfes erst nach der Melioration landwirtschaftliche Nutzung fand.
1930 erfolgte eine Verlegung des unteren Kanalabschnitts ab Křečkov geradeaus zur Mrlina. Der ursprüngliche Verlauf ging von hier nach Westen, so dass der Kanal am Mineralbrunnen Poděbradka vorbeiführte und oberhalb von Kovanice in die Elbe mündete (50° 11′ N, 15° 5′ O).